# Діон Лопі
Діон Лопі (фр. Dion Lopy, нар. 2 лютого 2002, Дакар, Сенегал) — сенегальський футболіст, півзахисник іспанської «Альмерії» та національної збірної Сенегалу.

## Ігрова кар'єра
Діон Лопі народився у столиці Сенегалу — місті Дакар. Футболом почав займатися у місцевій футбольній академії. У 2020 році футболіст перебрався до Європи, де підписав контракт з французьким клубом «Реймс». Перший сезон Лопі провів, граючи у другому складі. З другої половини сезону 2020/21 був переведений до основи і в квітні 2021 року зіграв першу гру у Лізі 1.
У серпні 2023 року підписав контракт на шість років з іспанським клубом «Альмерія».

### Збірна
Діон Лопі починав свою міжнародну кар'єру з юнацьких збірних Сенегалу. У 2019 році він брав участь у молодіжному Кубку африканських націй, що проходив у Нігері. На турнірі команда Сенегалу дісталася фіналу, де програла одноліткам з Малі. В тому ж році у складі молодіжної збірної Сенегалу виступав на молодіжному чемпіонаті світу у Польщі.
1 вересня 2021 року у матчі відбору до чемпіонату світу 2022 року проти команди Того Діон Лопі дебютував у складі національної збірної Сенегалу.

## Досягнення
Сенегал (U-20)
 Другий призер молодіжного Кубка африканських націй: 2019